# 새만금 간척 사업

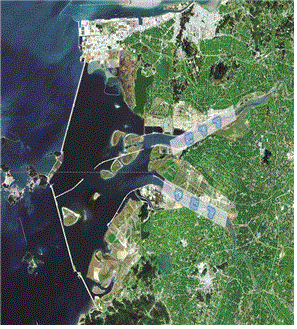
새만금 위성사진 2018년

새만금 간척 사업(새萬金干拓事業)은 대한민국 전북특별자치도의 군산시 비응도동부터 고군산군도의 신시도를 거쳐 부안군 변산면 대항리까지 총 33.9 km에 이르는 새만금 방조제를 건설하고 방조제 내측에 매립지(291km2)와 호소(118km2)등을 포함하여 총 409km2 면적(서울 면적의 2/3 규모)의 간척지를 조성하여, 이 권역을 글로벌 자유무역 중심지로 개발하는 대규모 국책 사업(총 사업비 22.2조원)이다.

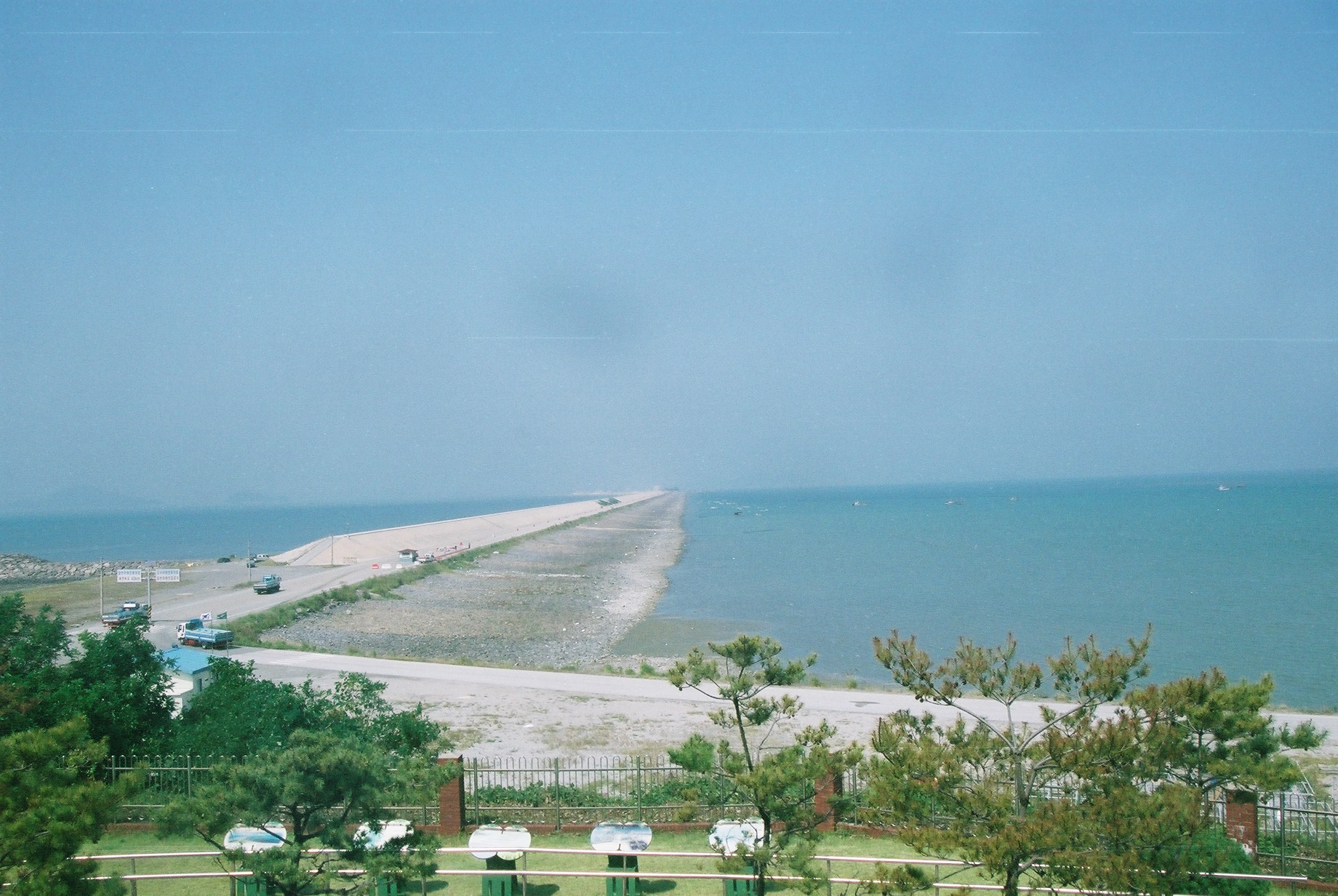
공사중인 새만금 방조제. 2006년 9월

1991년 사업이 시작되어, 2010년 4월 27일 새만금 방조제가 완공되었고, 현재 새만금 기본계획(MP)에 따라 6개 용도별(국제협력, 산업연구, 관광레저, 농생명, 배후도시, 환경생태 등) 용지개발이 추진되고 있으며, 새만금 신항만(총 18선석, 4.8km2) 및 남북․동서도로(총 43.57km) 등 기반시설 건설사업이 완공되었거나 진행 중이다.
산업연구용지 내에 새만금 산업단지가 일부 조성(1단계 총 18.5km2)되어 일본 도레이, 벨기에 솔베이 등 세계 굴지의 기업이 입주하였고, 고군산 군도 인근 신시~야미 지구에는 민간자본을 유치하여 복합관광레저 단지(규모 193만m2, 사업비 약 3,613억원)가 개발 중이다.
정부는 새만금 사업의 효율적 추진을 위해 「새만금특별법」을 제정(2007년 12월)하고, 새만금 사업을 전담하는 중앙행정기관인 「새만금개발청」(’13. 9 개청)과 공공기관인 「새만금개발공사」(‘18. 10 출범)를 설립하였다.
2010년 4월 27일 준공된 방조제는 네덜란드의 자위더르 방조제(32.5 km)보다 1.4 km 더 길어, 세계에서 가장 긴 방조제로 기네스북에 등재되었다.

## 개요
새만금 개발사업은 전북특별자치도 군산시, 김제시, 부안군 앞바다를 연결하는 방조제 33.9 km를 쌓아 그 안에 간척토지 291 km2, 호수(새만금호) 118 km2를 만드는 계획이다.
이 사업은 전북 옥구군(현 군산시) 옥서면을 중심으로 금강, 만경강, 동진강 하구를 둘러싼 갯벌을 간척하려던 옥서지구 농업개발계획에서 출발하였다. 1971년 계획된 옥서지구 농업개발계획은 1단계로 금강하구둑을 건설하여 금강 주변 농지의 배수시설을 개선하고, 2단계로 김제지구에 9.6 km의 방조제(군산시 옥서면 선연리 ~ 부안군 계화면 계화리)를 쌓아 120 km2의 갯벌을 간척하고 만경강 주변 농경지의 관개배수시설을 개선하는 것을 내용으로 하고 있었다. 새만금 개발 사업은 옥서지구 농업개발계획 2단계사업을 약 3.5배 확대한 사업으로, 1987년 대통령 선거에 출마한 노태우가 같은 해 12월 10일 전주 유세에서 이를 대선공약으로 발표했다.
이 사업은 시작부터 정치적 목적으로 저개발 상태인 전북 지역에 대한 개발 공약으로 제시되었기 때문에, 농지 공급 부족 대책으로 사업시행을 허가한다는 애초의 국가적 명분과는 달리 시간이 갈수록 공업, 레저 등 다른 산업용지의 비중이 대폭 늘어나고 있다.
새만금 간척 이전에는 김제시에 거전항·심포항, 부안군에 계화항·해창항·문포항·돈지항·하리항, 군산시에 어은항·오봉항·하제항·비응도항이 존재하였으나 폐쇄되었다. 대신 새만금 외측에 비응항과 가력도항이 건설되었고 새만금항은 공사 중이다.

### 새만금의 명칭과 의미
'새만금'이란 전국 최대의 곡창지대인 만경평야와 김제평야를 합친 만큼의 새로운 땅이 생긴다는 뜻의 말로, 만경평야의 '만'(萬)자와 김제평야의 '금'(金)자를 따서 새만금이라 하였다. 전북특별자치도 김제시의 김제·만경평야는 예부터 '금만평야'로 불렸는데, 새만금은 이 '금만'이라는 말을 '만금'으로 바꾸고, 새롭다는 뜻의 '새'를 덧붙여 만든 말이다. 오래전부터 옥토로 유명한 만경·김제평야와 같은 옥토를 새로이 일구어 내겠다는 의미가 담겨 있다.
새만금의 명칭이 공식적으로 사용된 때는 1987년 11월 2일이다. 당시 정인용 부총리 주재로 열린 관계장관회의에서 황인성 농림수산부 장관이 처음으로 군산과 부안 사이의 서해안 간척사업을 가리켜 '새만금 간척사업'이라는 이름을 공식 사용하였다.

### 사업 개요
- 사업명 : 새만금종합개발사업
- 사업목적 : 동북아의 경제중심지로 개발
- 위 치 : 전북특별자치도 군산시, 김제시, 부안군 일원
- 사업면적 : 40,900 ha(토지 29,100 ha/담수호 11,800 ha)
- 주요공사 : 방조제 33 km, 배수갑문 2개소, 방수제 125 km
- 사업기간 : 방조제(1991~2010년)/내부개발(2010~2020년)

### 사업 추진 현황
- 1975년 ~ 1987년 서남해안 간척자원 조사, 외곽시설 실시설계
- 1989년 11월 ~ 1991년 6월 사업시행 인가 고시(고시 제91-36호)
- 1991년 11월 16일 새만금 간척공사 기공
- 1991년 11월 28일 제1호, 제3호 사석제 끝막이 완공
- 1998년 12월 30일 제1호 방조제 공사 준공
- 1999년 5월 ~ 2000년 6월 정부의 친환경적 순차개발 계획 확정
- 2001년 5월 25일 정부방침에 대한 세부실천계획 확정
- 2001년 8월 6일 신시배수갑문 기전공사 착공
- 2002년 3월 13일 가력배수갑문 기전공사 준공
- 2003년 12월 30일 방조제 33 km 최종연결공사 성공
- 2006년 4년 21일 끝막이 이후 방조제 단면 보강공사
- 2006년 4월 방조제 물막이 완료 후 사면녹화 및 도로포장 진행 중. 방조제 담수호측을 성토하여 친환경 다기능부지(509 ha) 조성
- 2006년 5월 주요공정 - 방조제 도로높임 및 성토공사
- 2007년 가력, 신시 저층수배제시설 설치
- 2008년 2월 내부간척지 지형도제작 시행
- 2008년 5월 내부개발지 문화재지표조사 시행
- 2008년 12월 내부개발 기본계획 수립
- 2009년 10월 내부토지개발 착공을 위한 기본설계 중
- 2010년 4월 27일 준공(완공)
- 2011년 3월 16일 새만금 종합개발계획(Master Plan) 확정[5]

### 사업 기간
1991년 ~ 2020년까지 총 30년
- 1991년 ~ 2009년: 외곽시설
- 2009년 ~ 2020년: 내부개발

### 사업비 투자 현황(단위: 억원)
| 구분         | 총 사업비 | 2007년까지   | 2008년 계획 | 누계         | 2009년 이후   |
| ------------ | --------- | ------------ | ----------- | ------------ | ------------- |
| 계           | 41,794    | 23,286 (56%) | 1,798 (4%)  | 25,084 (60%) | 16,710 (40%)  |
| 외곽시설(계) | 28,642    | 23,286 (81%) | 1,798 (6%)  | 25,084 (87%) | 3,558 (13%)   |
| 방조제       | 23,946    | 18,644       | 1,796       | 20,440       | 3,506         |
| 보상비       | 4,696     | 4,642        | 2           | 4,644        | 52            |
| 내부개발     | 13,152    | .            | .           | .            | 13,152 (100%) |

1991년에 사업 착공하여 2008년까지 외곽시설 87% 추진 계획

### 사업 목표

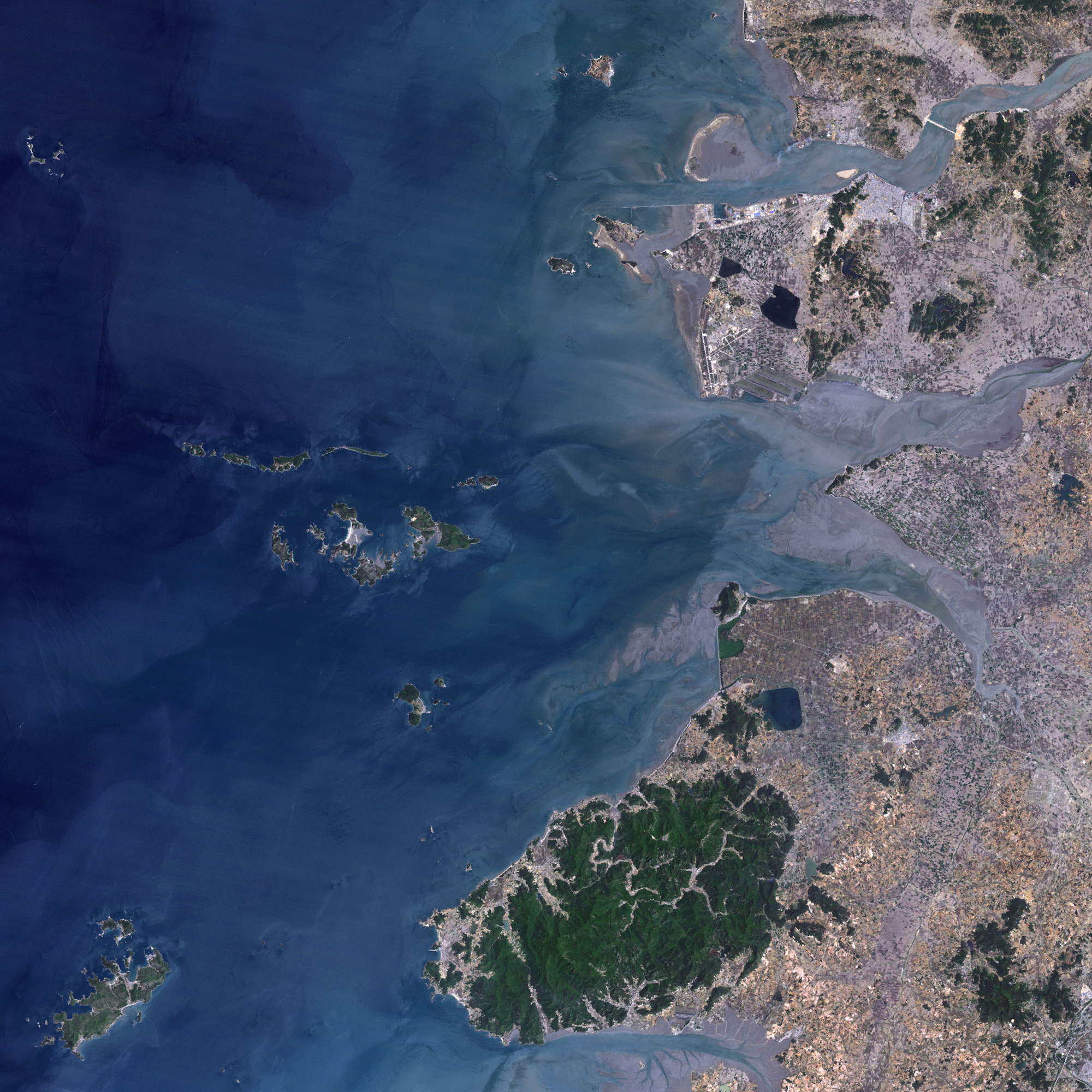
간척 이전의 모습. 1989년 3월 촬영

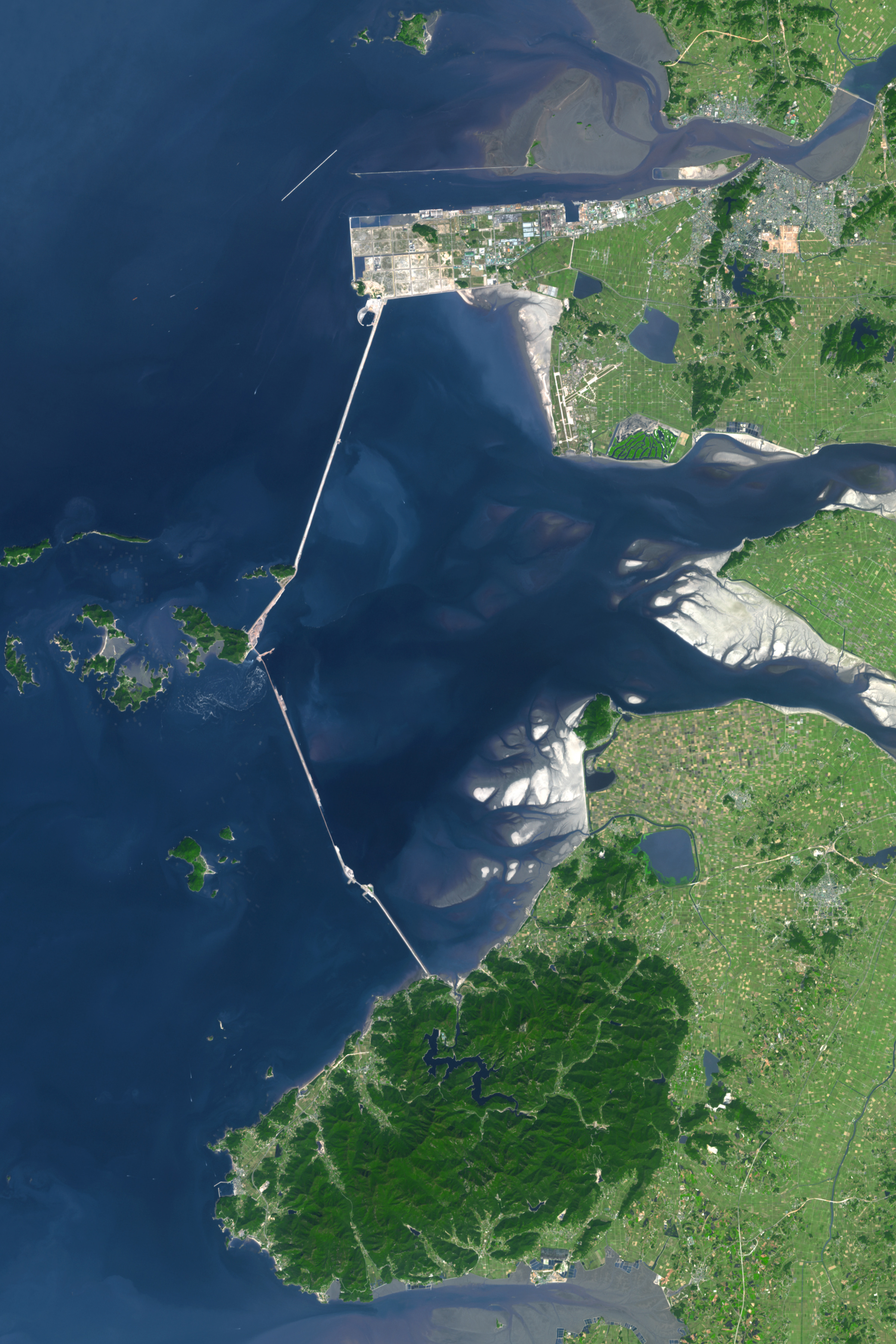
2006년 10월 촬영한 새만금의 위성 사진

- 농업단지 조성

친환경 복합농업과 생태작물 재배를 통해 국가경쟁력을 확보하고 고부가가치 농산물 생산과 식품산업시설을 조성한다.
- 첨단산업단지

기계, 신재생에너지, 첨단소재, 조선기자재 등을 유치해 자연이 품은 첨단산업활력도시로 개발한다.
- 신재생에너지단지

미래 신·재생에너지 산업 및 연구시설을 집중 육성하고 친환경적인 녹색에너지단지를 조성한다.
- 관광단지

가족형 관광과 해양레저가 함께하는 관광도시로 개발하고 해양·생태·환경교육시설 및 레저시설을 건설한다.
- 배후도시

자연과 어우러진 주거 문화공간을 마련하고 살고 싶은 곳, 머무르고 싶은 곳으로 조성한다.
- 국제업무단지

동북아 경제중심지로 성장 기반을 마련하고 국제경쟁력을 확보할 수 있는 비즈니스 시설을 조성한다.
- 신항만 물류단지

국제물류 거점항(새만금항)으로 육성하고 아시아 중심 거점항으로 성장할 시설을 도입한다.
- 과학연구단지

첨단과학단지 건설을 통하여 국제경쟁력을 확보하고 미래형 첨단과학단지를 조성한다.
- FDI 첨단산업단지

자유로운 경제활동이 이루어질 수 있는 첨단산업단지를 조성하고 특화된 미래 유망 첨단산업시설을 유치한다.

### 새만금 신도시
2010년 1월 29일에 이명박 정부는 새만금 신도시 계획에 따라 새만금에 지을 신도시 이름을 아리울로 정하였다. 이에 대해 아리울은 물을 뜻하는 ‘아리’와 울타리, 터전을 뜻하는 '울'을 합성해 만든 토박이말 이름이라고 설명하였다. 기존의 새만금이라는 이름은 외국인들이 발음하기 힘들다는 점을 감안했다.
'아리'는 이명박이 서울시장이던 2004년에 서울시 수돗물에 이름을 붙인 아리수에서 따온 말이다. 아리수는 광개토왕릉비 등에서 고구려가 한강(漢江)을 지칭한 '아리수(阿利水)'에서 본 딴 것인데, 아리라는 말 자체는 물을 뜻하지 않는다. 다만, 한강의 '한'을 '크다'라는 뜻의 순우리말에서 온 것으로 새긴 후 아리를 그와 같은 뜻으로 보아 '크다'라는 뜻으로 보는 견해가 있을 뿐이다. 또, '울'은 '울타리' 또는 '우리', 즉 축사(畜舍)라는 뜻이다. 이 말은 황해도 방언에서만 뜰, 즉 마당이라는 뜻으로도 쓰인다.

## 방조제와 갑문

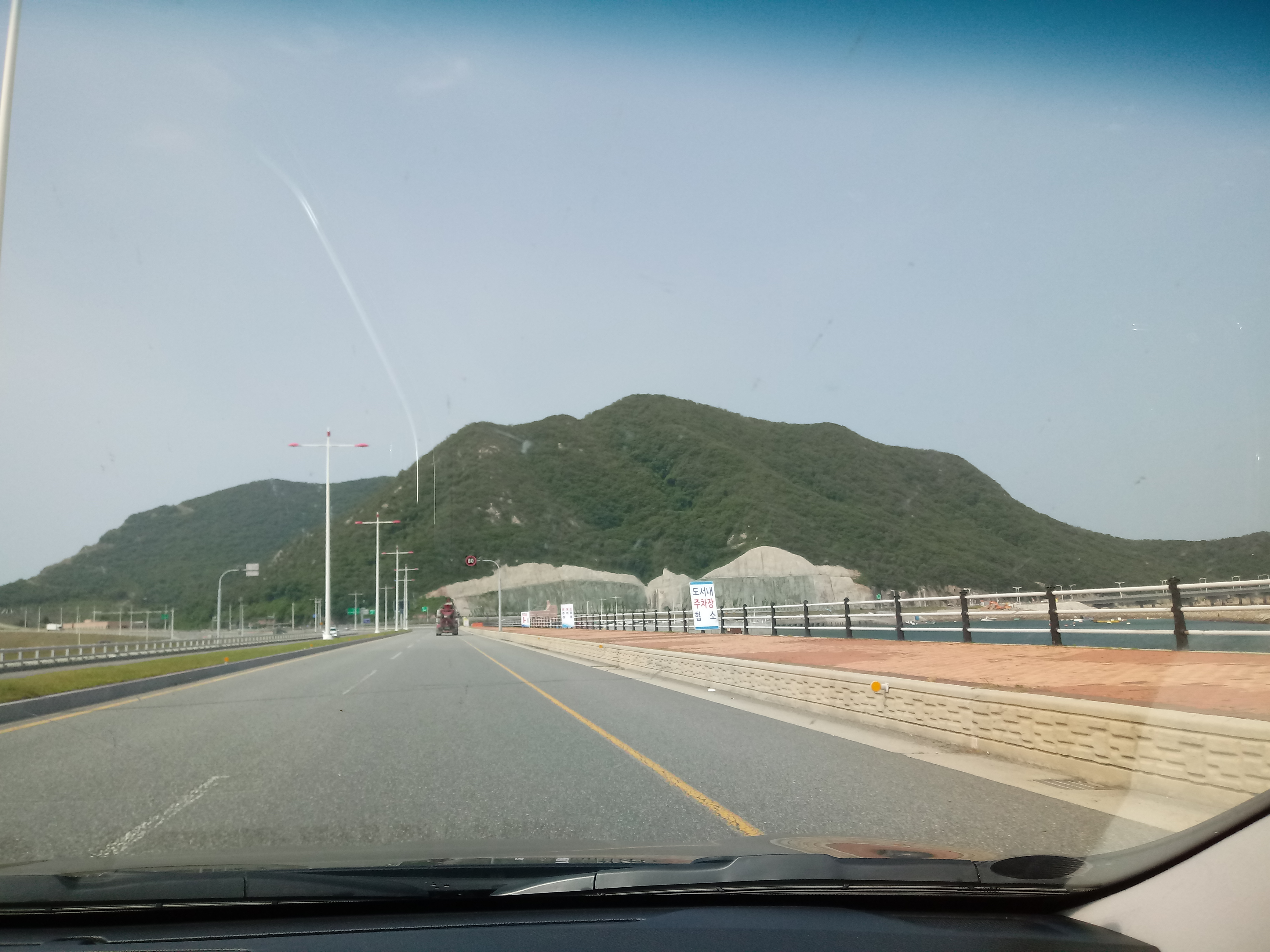
3호 방조제. 보이는 섬은 신시도. 2018년 6월

야미도와 군산시 육지를 잇는 새만금 4호 방조제. 보이는 섬은 야미도. 군산시에서 야미도로 남쪽으로 내려가며 촬영. 2018년 6월

- 1호 방조제

1호 방조제는 부안군 육지와 가력도를 연결하는 4.7 km 구간으로 평균 높이 20 m, 평균 밑너비 201 m로 대우건설에서 시공하였으며, 1998년 12월 준공되었다.
- 가력배수갑문

가력도에 축조된 가력배수갑문은 콘크리트 구조물에 수문(8련)을 제작 설치한 것이다. 홍수 시 홍수배제 등 담수호의 효율적인 관리를 위해 설치되었으며, 2003년 12월 준공되어 운영 중에 있다.
- 2호 방조제

2호 방조제는 가력도와 신시도를 연결하는 9.9 km 구간으로 평균 높이 35 m, 평균 밑너비 290 m로 현대건설에서 시공하였으며, 2006년 4월 물막이공사를 완료하였다.
- 3호 방조제

3호 방조제는 신시도와 야미도를 연결하는 2.7 km 구간으로 평균 높이 16m, 평균 밑너비 198 m로 대림산업에서 시공하였으며, 1994년 7월 물막이공사를 완료하였다.
- 신시배수갑문

신시도에 축조된 신시배수갑문은 대한민국 최대 규모의 배수갑문으로서 홍수 시 홍수배제 등 담수호의 효율적인 관리를 위해 콘크리트 구조물에 수문(10련)을 제작·설치하였으며, 2006년 12월 준공되어 현재 운영 중이다.
- 4호 방조제

4호 방조제는 야미도와 군산시 육지를 연결하는 11.4 km 구간으로 평균 높이 20 m, 평균 밑너비 290 m로 대우건설에서 시공하였으며, 1994년 7월 물막이공사를 완료하였다.

## 새만금 신공항
전북권을 대표하는 군산공항은 주한 미국 공군의 소유여서 운항중단이 잦고 국제선 취항이 무척 까다로워 새만금개발사업의 투자유치와 활성화를 위해서 신공항을 건설해야 한다는 주장이 꾸준히 제기되었다. 정부는 군산공항의 기존 활주로에서 서쪽으로 1310 m를 이격해 길이 2500 m의 활주로를 건설하는 방식으로 민간공항(이른바 '새만금 국제공항')을 짓기로 하였다.

## 행정구역
새만금 간척지의 행정 구역은 군산시, 김제시, 부안군 사이에 행정 구역의 획정에 관한 분쟁이 있다. 군산시는 기존의 해상경계선을 기준으로, 김제시는 매립으로 길어지는 만경강과 동진강을 기준으로, 부안군은 기존의 만경강, 동진강과 바다 수심이 가장 깊은 지점을 이은 선을 기준으로 행정구역을 획정할 것을 각각 주장하며 대립해 왔는데, 이는 결국 새만금항 등 새만금 신도시의 중심부가 위치하게 될, 신시도와 가력도를 잇는 2호 방조제의 관할권을 3개 시·군 중 어느 지방자치단체가 갖느냐의 다툼이었다.
2013년 11월 14일 대법원은 군산시 육지와 신시도를 잇는 3호·4호 방조제를 군산시가 관할하도록 판결하였으며, 2015년 10월 26일 행정자치부 중앙분쟁조정위원회는 부안군 육지와 가력도를 잇는 1호 방조제를 부안군이 관할하고, 2호 방조제를 김제시가 관할하도록 결정하였다.
이에 군산시와 부안군이 대법원에 취소소송을, 군산시가 권한쟁의심판을 제출하였다.
2020년 9월 24일 군산시의 권한쟁의심판 청구는 헌법재판소에서 각하되었다. 헌법재판소는 군산시가 매립 이전 공유수면에 대한 관할권을 가졌을 뿐, 신규 매립지에 대한 어떠한 권한을 갖고 있다고 볼 수 없다며 7대2의 의견으로 각하 결정하였다.
2021년 1월 14일 군산시와 부안군의 취소소송은 대법원에서 기각되었다. 대법원은 정부의 결정은 방조제에 대한 접근성과 행정의 효율성을 고려한 것으로 재량권을 일탈·남용한 위법한 처분이라고 볼 수 없다며 기각 결정하였다.
양 끝이 김제시 행정구역으로 확정된 새만금 동서도로(새만금 동서2축도로)가 준공되자 김제시에서는 정식으로 이 도로를 김제시 행정구역으로 지정하기 위해 행정구역 결정 신청을 하려고 하였으나, 새만금개발청에서 이를 방해하기 위해 지적측량성과 제공을 하지 않아 결정 신청이 지연되었다, 그러나 국회의원을 통해 지적측량성과를 입수하여 행정안전부에 관할결정 신청을 하였으며, 이를 파악한 군산시도 국회의원을 통해 지적측량성과를 입수하여 행정안전부에 관할결정 신청을 하였다. 그러나 양단이 김제시에 속하고 대법원에서 김제시 귀속이 합리적이라고 결정한 예가 있는 만큼 김제시로 결정될 것으로 전망되었고 2025년 2월 26일 김제시로 귀속되었다.

## 새만금 기본계획
새만금 사업을 효과적으로 추진하기 위하여 ｢새만금사업 추진 및 지원에 관한 특별법(ʼ13.9)｣ (이하 새만금사업법) 제6조 제1항에 따라 수립하는 법정 계획으로, 장래의 수요 예측을 토대로 토지 용도를 정하고, 개발하기 위한 종합개발계획이다. (새만금사업법 제2조 제3호) 또한 새만금사업법상 광역기반시설 설치계획(제7조)과 용도별 개발기본계획(제9조)의 상위계획으로 이들 계획수립의 기본 방향과 기준을 제시하고 있다. 계획은 변화하는 환경을 반영하여 변경되어 왔으며, 기본계획에 따른 토지 및 기반시설 계획이 수립되었다.

### 계획 변경 배경과 경과

#### 농지 100%
1991년 농지조성 목적으로 새만금 개발계획이 시작되었으며, 간척농지 283 km2 및 담수호 118 km2를 조성할 계획이었다.

#### 농지 7: 비농지 3
2007년에 방조제 연결공사 완공되는 기점 이후로, 순차개발, 용도별 개발방향, 친환경개발 등 구체화된 토지개발 원칙을 마련하며 농지조성 근간을 유지하며, 일부 비농업용지를 포함한 내부개발의 기본구상을 마련하였다. 비농업용지에는 산업, 관광, 도시용지를 단계적으로 개발하고자 했다. 다음 해엔 당시 정권의 공약을 반영해 농지조성을 위주로 하였던 이전의 계획과는 달리 새만금을 ｢동북아 경제중심지｣로 조성하고자 하는 계획을 발표하였으며, ｢내부개발 기본구상 변경안｣을 국무회의에 보고하고 심의 끝에 새만금 내부개발 기본구상 및 종합실천계획을 확정하였다.

#### 농지 3: 비농지 7
2011년엔 앞선 계획을 구체화 하기 위하여 세부 마스터 플랜인 새만금 종합개발계획 (용도별 토지이용계획 (8대용지) 확정 및 기반시설 계획)을 수립하였으며. 2014년 무렵 ｢새만금사업추진및지원에관한특별법(ʼ13.9)｣ 제정 및 새만금개발청 개청 등과 같은 변화된 여건을 반영한 새만금 기본계획이 수립되었다. 수요자 맞춤형 토지이용 체계를 도입하고, 용지체계를 단순화(8대→6대용지) 하는 등 투자 활성화 및 투자유치에 부합하도록 현재 계획이 수립되었으며 계획에 따라 다양한 사업을 추진하고 있다.

### 토지별 용도
새만금 지역의 토지이용면적은 총 409 km2이며, 세부적으로는 용지 291 km2, 호수 118 km2로 구성되어 있다.

### 기반시설계획
새만금 기본계획(MP) 및 광역기반시설 설치계획에 의해 신항만, 새만금~전주 고속도로 등 주요 기반시설이 계획되어 있다.

## 환경 관련 논란
사업 시행 당시의 쌀 공급 부족 추세와는 달리, 현재 쌀 공급이 수요를 웃돌고 쌀시장의 완전 개방이 가시화된 시점에서 농업용지의 가치가 줄어들자 매립용지를 공업, 상업, 도시용도로 사용하기 위한 계획이 추진 중이다. 이에 대해 대한민국과 여러 나라의 환경단체는 개발로 인해 방대한 영역의 갯벌과 해양 생태계가 파괴될 것을 우려해 정부를 상대로 소송을 벌이는 등 개발 반대의 목소리를 높이고 있다. 또한 최근에는 새만금 갯벌의 생태적 가치가 월등히 낮다는 2004년 환경부의 보고서가 공개되어 한때 논란이 지속되었다.

### 법적 소송
2006년 3월 16일, 대법원 전원합의체(13명)는 환경단체와 전북지역 주민 등이 농림부(현 농림수산식품부) 등을 상대로 낸 '새만금 사업' 계획 취소 청구소송에서 원고패소 판결한 원심을 확정하였다. 다수 의견(11명)으로 새만금 사업의 합법성을 인정했지만, 환경 보전 가치를 개발 가치보다 우선해야 한다며 새만금 사업 취소를 명시한 소수 의견(2명)과 환경 친화적인 개발 방안을 찾아야 한다는 보충 의견(4명)도 있었다.
대법원 판결문 전문

### 찬성 의견
새만금사업을 통해 국토확장, 대규모 우량농지 조성, 연간 10억 톤의 수자원 확보, 수해상습지 해소, 육운개선 및 종합관광권 형성 등의 효과를 기대할 수 있다.
- 국토확장

새만금사업이 완료되면 한국은 여의도 면적의 140배에 달하는 새로운 땅을 얻게 된다.
- 대규모 우량 농지 조성

새만금사업을 통해 생겨난 비옥한 토지에는 식량작물 이외에도 필요에 따라 각종 원예 및 사료 작물 등을 다양하게 재배할 수 있다.
- 수자원 확보

새만금사업이 완료되면 중규모 저수지 200개의 수량에 해당하는 10억 톤의 수자원을 확보할 수 있어 미래의 물 부족사태에 대비할 수 있다.
- 수해상습지 해소

새만금지구의 만경강과 유역은 매년 12000ha에 달하는 상습적인 침수피해를 겪고 있다. 새만금방조제는 이러한 상습침수피해를 예방하는 기능을 할 것이며, 매년 4000억 원 이상의 예산을 절감하는 효과를 가져올 것이다.
- 육운개선 및 종합관광권 형성

방조제가 완공되면 군산~부안 간 교통거리가 단축되고, 육지와 섬지역이 연결되어 교통환경이 개선되고, 또한 새만금사업으로 생겨나는 드넓은 토지와 호수는 변산국립공원 등 천혜의 관광자원과 어우러져 세계적인 관광권을 형성, 지역경제 활성화에 기여할 것이다.

### 반대 의견
- 국민의 혈세 낭비

새만금의 방조제 60%를 만드는 데에 들어간 돈만 1조 250억 원이다. 또한 앞으로 방조제 완공과 내부개발, 새만금호 유입수의 수질오염방지와 관리를 위해 돈이 얼마나 더 들지 예측하기조차 어렵다.
- 주민들의 삶의 터전 파괴

새만금 사업으로 바다 물길이 막히면서 갯벌이 썩기 시작했고, 고기가 잡히지 않아 어민의 생존이 위협당하고 있으며, 지역 경제는 바닥을 기고 있다. 이로 인해 주민들이 점점 바다 일을 포기하고 마을을 떠나 공사판을 떠돌고 있다.
- 생물종 보존 문제

새만금 갯벌은 한반도 전체 갯벌의 10%를 차지하고 있다. 이 갯벌에는 눈에 보이지 않는 미세한 플랑크톤에서부터 각종 조개류, 게 등의 저서생물들이 살아가고 있다. 이 갯벌이 없어지면 다양한 생물종이 살아가는 터전이 없어지며, 결국 생태계의 먹이사슬이 끊어지게 되고, 어족 자원은 줄어들어 그 영향은 서해안 전체에 미친다. 따라서 서해의 황금어장이 궤멸될 위험이 있다. 벌써 방조제 밖의 어획량이 조금씩 줄어들었다고 한다.
또한 2011년 3월에는 상괭이 30여 마리가 집단 질식사된 채로 발견되어 환경 오염과 생태계 악화가 급속히 진행되고 있음을 알 수 있다.
- 수질 관리 문제

새만금호 수질은, 해제될 예정인 전주권 개발제한구역(그린벨트)을 녹지로 묶고 오염총량관리제도를 도입하는 등 대책을 세워 더 이상 상류지역의 개발을 억제하지 않는다면, 농업용수 환경기준인 4급수를 달성하지 못하는 것으로 밝혀졌다.

### 환경 문제
새만금 방조제의 물막이 공사가 진행된 이후, 이로 인한 생태계 파괴의 우려는 현재까지 계속 제기되고 있다. 새만금 방조제 물막이 공사 후 이로 인해 형성된 인공호수인 새만금호의 연간 종다양성지수는 1.11로, 물막이 공사 중의 2.47에서 낮아져 새만금호의 어류 서식처의 변화가 종조성(種造成)의 변화에 상당한 영향을 미쳤음이 확인되었다. 물막이 공사 후 새만금호의 종다양성지수가 낮아진 것은 내만성 어류인 전어의 양이 크게 증가한 이유가 크고, 그 밖에 일시적으로 새만금호에 몰려온 멸치나 삼치와 같은 특정 부어류들이 조사 때 기선저인망(otter trawl)에 대량 채집되어 소수종의 우점도가 높아진 것으로 분석되고 있지만, 물막이공사가 종다양성을 해쳤음을 부인하기는 어렵다.
일반적으로 예견된 바 대로, 물막이 공사 이후 염도 변화 등으로 인해 해산어(바다물고기)의 비율이 줄고, 점차 소하어 및 강하어를 포함한 주연성 어류가 증가하였고, 담수어(민물고기)도 꽤 늘어 새만금호가 해수 생태계에서 담수 생태계로 변화 중임이 확인되었다. '금강 및 새만금지역 조류변화상 연구'에 따르면 채집된 어류 총 14과35종 중 1차 담수어가 10종, 소하어 및 강하어를 포함하는 주연성 어류가 23종인데 반해, 해산어는 2종에 불과했으며, 새만금 방조제 건설 전과 상대적인 어종의 구성을 비교해 볼 때 해산어의 비율이 크게 줄고 주연성 어류의 비중이 대폭 늘어났다. 해당 보고서는 향후 담수화가 진행될수록 서식어종의 분포는 해산어류에서 주연성 어류, 주연성 어류에서 순수 담수어류로 수중 생태환경이 변화되어 갈 것으로 예측했다.

## 청와대 비서관 및 행정관 새만금 소방 헬기 시찰 논란
2003년 6월 6일 정명채 농어촌TF팀장(1급), 박태주 노동개혁TF팀장(2급), 조재희 정책관리비서관(1급)을 비롯해 행정관 5명, 농어촌 대책 TF 소속 직원 2명 등 11명이 새만금 시찰에 참가해 전북특별자치도 소방본부 소속 소방헬기를 동원해 헬기에 부인과 자녀 등이 헬기에 동반 탑승해 논란이 일었다. 이에 6월 25일 노무현 대통령은 가족들을 동반해 소방 헬기를 이용해 물의를 빚은 정명채, 박태주, 조재희 등 3인의 사표를 수리했다.

## 새만금사업 촉진을 위한 특별법
'제1조(목적) 이 법은 새만금간척사업으로 조성되는 새만금사업지역을 농업을 기조로 하는 환경친화적인 개발, 이용 및 보전에 관한 사항을 규정하여 지속가능한 개발을 추진함으로써 지역균형발전과 국가경쟁력 강화에 이바지하는 것을 목적으로 한다.'라는 조항으로 시작되는 '새만금사업 촉진을 위한 특별법(법률 제8795호)'이 2007년 12월 27일 제정되었다.
특별법 전문

### 새만금 특별법의 효과
1. 정부에 대한 신뢰가 회복되기 시작하였다. 개발 초기에는 개발 기간을 14년으로 잡았는데, 10년 이상이 지연되었다. 그러나 새만금 특별법으로 새만금 사업을 조기에 진할 수 있는 원동력이 되었다.
2. '새만금 내부토지 개발 기본구상'의 실천을 위한 제도적 장치가 되었다. 도시, 농업, 산업, 관광용지 등 개발 토지의 용도에 따라서 개발 주체별로 개발된다.
3. 과다한 시간소요로 인한 추가적인 사업 지연이 방지된다. 개별법에 따른 규제와 절차의 특례와 의제처리로 인해서 시간이 단축되고, 인허가의 의제처리와 같은 법적 절차의 복잡하고 까다로운 과정들이 간소화되어 시간적, 경제적인 비용을 감축시킬 수 있다.

### 새만금 특별법의 주요내용
1. 사업시행체계
2. 공유수면매립법에 관한 특례
3. 개별법에 규정한 인허가 사항의 의제처리
4. 경제자유구역 지정 특례
5. 개발사업을 위한 지원
6. 철도, 공항, 항만 등 기반시설 우선지원
7. 새만금지역 유지관리 재원조달원
8. 새만금위원회 및 사업관리단 설치

### 새만금 특별법의 추진 경과
- 2006년 3월 17일 ~ 4월 30일 특별법제정을 촉구하기 위해 범도민 1,013천명이 서명운동을 했다. 2007년 3월 13일 법안이 국회에 제출되었다.
- 2007년 4월 17일 국회 농림해양수산위 법안 상정되었으며, 2007년 4월 26일에 국회 농림해양수산위 주관으로 법안 공청회를 개최하였다.
- 2007년 5월 30일에 총리주재「국정현안정책조정회의」에서 정부 단일법안 확정되었다.
- 2007년 6월 25일 국회 농해수위 전체회의 심사, 가결되었다.
- 2007년 11월 19일 국회 법사위 법안심사제2소위 심사완료되었다.
- 2007년 11월 21일 국회 법사위 전체회의 심사를 받았으며, 2007년 11월 22일 국회 본회의 의결하였다.
- 2007년 12월 18일 국무회의 심의를 거쳐서, 2007년 12월 27일에 공포하였다.

## 새만금사업 추진 및 지원에 관한 특별법

### 법률 연혁
- 2012년 11월 5일 박근혜·문재인 18대 대선 후보 등 173명 공동발의[25]

### 주요 내용[26]

#### 총칙
▲제명 = 새만금사업 촉진을 위한 특별법→새만금사업 추진 및 지원에 관한 특별법
▲목적 = 지역균형발전→국토균형발전

#### 새만금사업 추진기구
▲새만금위원회 존치 = 국무총리 소속
▲새만금개발청 설치 = 국토해양부 소속 '청' 단위로 설치(새만금사업 총괄, 행정구역확정 전까지 지자체 업무 수행)

#### 재원 안정적 확보 방안
▲특별회계 설치 = '새만금특별회계' 설치

#### 사업추진방식 개선
▲추진체계 일원화 = 6개 중앙행정기관의 장 권한을 개발청장으로 변경
▲매립용지 조성원가 인하 = 기반시설 국비지원 확대, 국가 우선개발 구역 지정, 매립용지 공급가 차등제도, 공공토지 비축

#### 환경관리
▲수질오염 발생지역 지정·관리 = 특별관리지역 지정을 전북도지사에서 환경부장관으로 변경(국비투입 용이성 확보 목적)

#### 새만금사업 지원
▲공유수면 매립면허 특례 = 법 시행일에 매립면허 권리가 개발청장에 일괄 양도되는 것으로 규정
▲토지·건물 등의 임대 특례 = 국·공유토지 100년 임대가능 업종에 외국교육·의료기관 추가
▲지역경제 활성화 특례 = 새만금 관련 공사의 공동도급시 지역업체를 일정비율 참여토록 규정

#### 경제구역 수준으로 인센티브 강화
▲외국인전용 카지노 설치허가 특례 = 새만금사업 지역 내에 외국인전용 카지노 설치를 경제자유구역 절차에 준해 설치할 수 있도록 규정
▲경상거래에 따른 지급 = 일정 금액 이하 외환거래 자유화(1만 달러 이하)
▲입주기업 및 개발사업자에 대한 세금 감면 = '조세특례제한법'에 의해 법인세, 관세 등을 감면할 수 있도록 타 법 개정사항으로 규정

## 새만금홍보관
새만금홍보관은 (구)전시관을 철거한 후 2010년에 착공하여 2012년 7월 19일에 개관하였다. 전북 부안군 변산면 새만금로 6에 소재하고 있으며, 13,784 m²의 부지에 지하 1층, 지상 3층, 연면적 3,610 m²의 규모이다.
종합홍보관 전시실에는 한국 간척기술의 발전사, 국토이용상의 현안문제, 상류유역수질 개선대책, 호수 내 수질 및 환경친화적 개발, 우리나라 주요 철새 도래지, 새만금 지구, 모형 설명, 배수갑문 모형, 새만금 위성사진, 간척이후 형성된 새로운 갯벌, 새만금지구 시대별 간척지, 방조제 표준단면, 종합관광권 형성, 사업효과 등을 볼 수 있도록 전시되어 있다. 관람시간은 오전 9시 ~ 오후 5시이고, 1월 1일과 매주 월요일은 휴관한다.

## 같이 보기
- 새만금위원회
- 대한민국 새만금개발청
- 새만금사업추진기획단
- 새만금군산경제자유구역청